# Колмаково (Свердловская область)
Колмаково — деревня в Красноуфимском округе Свердловской области.

## История
Деревня была основана около 1745 года выходцами из Казанской губернии.
В «Списке населенных мест Российской империи» 1869 года Колмакова упомянута как деревня Красноуфимского уезда Пермской губернии, при речке Зюрзе, расположенная в 5 верстах от уездного города Красноуфимска. В деревне насчитывалось 64 двора и проживало 253 человека (120 мужчин и 133 женщины).

## География
Колмаково находится в юго-западной части области, на расстоянии 9 километров к востоку-северо-востоку от города Красноуфимска, на правом берегу реки Зюрзи (правого притока реки Уфы).
Абсолютная высота — 200 метров над уровнем моря.

## Население
| 2002 | 2010 | 2021 |
| ---- | ---- | ---- |
| 32   | →32  | ↘22  |

Согласно результатам переписи 2002 года, в национальной структуре населения русские составляли 94 % из 32 человек.

## Транспорт
Северо-западнее деревни проходит линия Горьковской железной дороги. К западу от деревни находится станция Зюрзя, а к северу — остановочный пункт 1447 км.

## Улицы
В деревне две улицы: Красноармейская и Озёрная.